# Registro (ort)
Itapetininga är en ort i Brasilien.   Den ligger i kommunen Registro och delstaten São Paulo, i den södra delen av landet, 1 000 km söder om huvudstaden Brasília. Registro ligger 17 meter över havet och antalet invånare är 45 697.
Terrängen runt Registro är platt. Registro är det största samhället i trakten.
I omgivningarna runt Registro växer i huvudsak städsegrön lövskog. Runt Registro är det ganska tätbefolkat, med 78 invånare per kvadratkilometer.